# 발렌티나 마트비옌코
발렌티나 이바노브나 마트비옌코(러시아어: Валенти́на Ива́новна Матвие́нко, 문화어: 왈렌찌나 이와노브나 마뜨비옌꼬, 1949년 4월 7일 ~ )는 러시아의 정치인이다. 1980년대부터 정계에 진출하여 80년대 후반 레닌그라드시 인민의원 소비에트 부위원장(지금의 시의회 부위원장에 해당), 소련 최고회의 여성문제위원회 위원장, 소련 인민위원을 역임했다. 소련 붕괴 이후로는 1998년에 러시아 연방 사회 부총리 직무대행을 지냈으며, 1999년에는 부총리로 승진하였다. 2003년부터 2011년까지 상트페테르부르크 주지사를 지냈으며, 2011년 9월 21일에는 러시아연방의회 상원의장으로 선출되었다.
2014년 크림 위기 당시 러시아의 우크라이나 군사개입을 승인하였는데, 이 덕분에 서방의 제재 명단에 오르기도 하였다.
마트비옌코 위원장은 러시아 역사상 여성으로서는 최고위직으로 러시아 언론이 매년 조사하는 ‘가장 영향력 있는 여성’부문에서 부동의 1위 자리를 지키고 있다.
그녀는 우크라이나어, 독일어, 영어, 그리스어를 구사한다.

## 생애

### 소련 시절
마트비옌코는 우크라이나의 흐멜니츠키주에 위치한 셰페티우카에서 3녀 중 막내로 태어났으며, 결혼 전 성은 튜티나(러시아어: Тю́тина)이다. 그의 아버지는 참전용사였으며 어머니는 결혼 전 극장에서 의상담당자를 맡아왔다. 어린 시절 아버지를 여읜 그녀는 홀어머니 슬하에서 자랐다. 1967년 레닌그라드로 이주하였으며 1972년 레닌그라드 약학 대학을 졸업하였다. 대학 시절 현재의 남편 블라디미르 마트비옌코를 만나 결혼하였다. 본래 마트비옌코는 정계 활동보다는 과학자가 되길 희망했으나 콤소몰 중앙위원회의 요청으로 레닌그라드 콤소몰 지부장을 역임한 이후 정계에 투신하기로 결정했다.
이후 그녀는 1985년 소련공산당 중앙위 산하 사회과학 아카데미를 졸업하였으며 1986년부터 1989년까지 레닌그라드 인민의원 소비에트 부위원장, 1989년부터 1991년까지 소련 최고회의 여성문제위원장, 소련 인민위원을 역임했다. 1991년에는 소연방 외무성 외교 아카데미 고위 외교관 양성과정을 수료하였다.

### 소련 붕괴 이후
소련 붕괴 이후 마트비옌코는 주 몰타 대사, 주 그리사 대사를 역임하며 한동안 외교관의 길을 걸었다. 이후 보리스 옐친 대통령에 의해 1998년 부총리로 임명되고 2003년까지 이 자리에 있었다. 2003년 3월 블라디미르 푸틴 대통령에 의해 북서 연방관구 전권대표로 지명되었으며 그해 6월 그녀는 상트페테르부르크 주지사 출마를 선언한다. 9월 21일 치러진 선거에서는 63.16%를 득표하여 상대 후보 안나 마카로바를 꺾고 주지사에 당선되었다. 주지사 직선제 법안이 2005년에 폐지되자 그녀는 푸틴 대통령에게 즉각 재신임을 의뢰하였으며 시의회가 대통령의 인준안을 통과시킨 후 주지사직에 재취임하였다.
2009년 공식적으로 통합 러시아당에 입당하였으며 그해 열린 제 11차 전당대회에서 최고위원이 되었다. 2011년 드미트리 메드베데프 대통령은 그녀를 연방평의회(상원) 의장으로 임명하였고 현재까지 그 자리를 지키고 있다.

## 상원의장직 수행
2011년 9월 21일 찬성 140표, 기권 1표로 상원의장으로 선출되어 마트비옌코는 러시아 역사상 최초의 여성 상원의장이 되었으며 정부 조직법에 의해 러시아 연방 안전보장위원회의 일원이 되었다.
2012년 7월 11일 정부조직법 개정에 의해 러시아 연방 국무위원을 겸직하게 되었다. 2012년 12월 27일 '러시아 아동 미국 입양 금지법'을 승인하였으며 2014년 크림 위기 직후 3월 1일 러시아의 우크라이나 군사 개입을, 3월 21일 러시아의 크림 공화국 합병을 최종 승인하였다.

## 경제 제재
크림반도 합병 이후 2014년 3월 17일 미국 정부는 자국 내 그녀의 자산 동결과 입국 금지 조치를 취했다. 곧이어 캐나다, 스위스. 유럽 연합도 그녀를 제재 리스트에 추가했다.

## 경력
- 1972~1977: 레닌그라드 콤소몰 지부장
- 1977~1978: 레닌그라드 지역위원회 간사
- 1978~1981: 레닌그라드 지역위원회 사무부총장
- 1981~1984: 레닌그라드 지역위원장
- 1984~1986: 레닌그라드 크라스노그바르데이스키 구 공산당 지역위원장
- 1986~1989 레닌그라드시 인민의원 소비에트 부위원장
- 1989~1991: 소련 최고회의 여성문제위원회 위원장, 소련 인민위원
- 1991~1994: 주 몰타 러시아 대사
- 1994~1995: 러시아 외무부 순회대사(무임소대사)
- 1995~1997: 러시아 외무부 소속
- 1997~1998: 주 그리스 러시아 대사
- 1998~2003: 러시아 부총리
- 1998~2003: 러시아 북서 연방관구 전권대표
- 2003~2011: 상트페테르부르크 주지사
- 2011~: 러시아 연방의회 상원의장

## 가족
대학 시절 마트비옌코는 현재의 남편 블라디미르 마트비옌코를 만나 결혼하였으며, 슬하에 아들 세르게이 마트비옌코를 두고 있다.

## 방한
마트비옌코는 2012년 11월 대한민국 국회의 초청으로 방한하였으며, 이때 한·러 국회 협력협정을 체결하였다.